# اکبر میثاقیان
اکبر میثاقیان (زادهٔ ۳۱ اردیبهشت ۱۳۳۲ در گنبد کاووس) بازیکن سابق و مربی فوتبال اهل ایران است.

## دوران حرفه‌ای

### بازیکنی
میثاقیان فوتبال خود را از باشگاه دیهیم تهران که تیم دوم خانواده تاج بود زیر نظر پرویز ابوطالب و در پست دفاع، آغاز کرد. سپس با انتقال مالکیت دیهیم به بوتان به استخدام کارخانه گاز بوتان درآمد و در تیم فوتبال این کارخانه به فوتبال خود ادامه داد. میثاقیان سپس برای زندگی به مشهد رفت و همراه با تیم فوتبال ابومسلم در لیگ تخت جمشید بازی کرد. میثاقیان دو سال سربازی خود را در تیم فوتبال ملوان بندرانزلی گذراند. بعد از انقلاب میثاقیان به باشگاه فوتبال استقلال تهران پیوست ولی بعد از یک سال و نیم بازی برای احیای مجدد ابومسلم به این باشگاه پیوست و تا ۳۷ سالگی در این تیم به فوتبال خود ادامه داد. وی در سال ۱۳۵۸ به همراه تیم تهران فاتح مسابقات قهرمانی کشور شد.

### مربی‌گری
او تیم‌هایی چون شموشک نوشهر، شهرداری تبریز، آلومینیوم هرمزگان و پدیده مشهد را از لیگ دسته اول به لیگ برتر رسانده‌است.